# فرس البحر الياباني
فرس البحر الياباني (الاسم العلمي: Hippocampus mohnikei) (بالإنجليزية: Japanese seahorse)‏ هو نوع من الأسماك يتبع جنس فرس البحر من فصيلة زمارات البحر.